# Andrena mikado
Andrena mikado är en biart som beskrevs av Embrik Strand och Keizo Yasumatsu 1938. Andrena mikado ingår i släktet sandbin, och familjen grävbin. Inga underarter finns listade i Catalogue of Life.